# 에울로히오 마르티네스
에울로히오 라미로 마르티네스(스페인어: Eulogio Ramiro Martínez; 1935년 6월 11일, 아순시온 ~ 1984년 9월 30일, 카탈루냐 주 바르셀로나)는 파라과이 출신의 스페인 전 축구 선수로, 현역 시절 스트라이커로 활약했다. 그는 1950년대에서 1960년대까지 바르셀로나에서 활약했는데, 당시 그는 골잡이로서의 역량과 마무리에 능했다.
그는 회전하여 공을 사수하는 기교의 창시자로 알려져 있는데, 그는 1959-60 시즌에 울버햄프턴 원더러스와의 유러피언컵 8강전 경기에서 이를 선보였다. 그의 기교는 훗날 요한 크라위프가 바르셀로나 시절에 1974년 월드컵에서 세계구급적 관심을 받으면서 널리 알려진 것에 대조되게, 마르티네스는 그보다 14년 전에 기술을 선보이고도 그러하지 못했다.

## 클럽 경력

### 바르셀로나 시절
리베르타드를 1955년에 파라과이 리그 우승으로 이끈 후, 마르티네스는 바르셀로나에 1956년 입단했다. 마르티네스는 이후 바르셀로나에서 재능을 과시하며 세 시즌을 구단 내 득점 1위로 마쳤고,(1956-57, 1957-58, 1959-60) 두 번의 라 리가, 2번의 코파 델 헤네랄리시모, 그리고 2번의 인터시티스 페어스컵 우승을 거두었다.
마르티네스는 1957년 9월 24일, 현 바르셀로나의 안방인 캄 노우의 1호 득점자로 이름을 올렸다. 그는 폴란드 구단과의 친선경기에서 11분에 득점을 기록했다. 바르셀로나는 이 경기에서 4-2 승리를 거두었다.
마르티네스가 바르셀로나에서 보인 또다른 업적으로는 1경기 7골을 넣은 것인데, 그는 1957년 5월 1일에 열린 아틀레티코 마드리드와의 코파 델 헤네랄리시모 경기에서 8-1 대승을 견인했다.

### 바르사 이후의 행보
과체중으로 기량이 하락한 그는 1962년에 바르셀로나를 떠났는데, 그 때까지 162번의 경기에서 11골을 넣었다. 그는 이후 엘체, 아틀레티코 마드리드, 그리고 에우로파를 거쳤다.

## 클럽 경력
| 구단 기록 | 구단 기록  | 구단 기록 | 리그 | 리그 |
| 시즌      | 클럽       | 리그      | 출장 | 골   |
| 스페인    | 스페인     | 스페인    | 리그 | 리그 |
| --------- | ---------- | --------- | ---- | ---- |
| 1956–57   | 바르셀로나 | 라 리가   | 23   | 9    |
| 1957–58   | 바르셀로나 | 라 리가   | 19   | 10   |
| 1958–59   | 바르셀로나 | 라 리가   | 16   | 7    |
| 1959–60   | 바르셀로나 | 라 리가   | 24   | 23   |
| 1960–61   | 바르셀로나 | 라 리가   | 13   | 4    |
| 1961–62   | 바르셀로나 | 라 리가   | 16   | 9    |
| 합계      | 합계       | 합계      | 111  | 62   |

## 국가대표팀 경력
마르티네스는 파라과이와 스페인 국가대표팀에서 모두 활약한 전적이 있다. 파라과이 시절, 그는 9번의 경기에 출전해 4골을 기록했다. 스페인에서는 8경기에서 6골을 넣었고, 1962년 월드컵에 참가한 스페인 국가대표팀 일원이었다. 그는 0-1로 패한 체코슬로바키아와의 조별 리그 1차전에 출전했지만 이후 나머지 경기에서 제외되었다.

### 스페인 국가대표팀 득점 기록
| #  | 날짜             | 경기장                              | 상대       | 점수 | 결과 | 대회     |
| -- | ---------------- | ----------------------------------- | ---------- | ---- | ---- | -------- |
| 1. | 1959년 11월 22일 | 스페인 발렌시아 메스타야            | 오스트리아 | 4–1  | 6–3  | 친선경기 |
| 2. | 1959년 12월 17일 | 프랑스 파리 파르크 데 프랭스        | 프랑스     | 4–2  | 4–3  | 친선경기 |
| 3. | 1960년 3월 13일  | 스페인 바르셀로나 캄 노우           | 이탈리아   | 3–1  | 3–1  | 친선경기 |
| 4. | 1960년 5월 15일  | 스페인 마드리드 산티아고 베르나베우 | 잉글랜드   | 2–0  | 3–0  | 친선경기 |
| 5. | 1960년 5월 15일  | 스페인 마드리드 산티아고 베르나베우 | 잉글랜드   | 3–0  | 3–0  | 친선경기 |
| 6. | 1960년 7월 14일  | 칠레 산티아고 국립 경기장           | 칠레       | 0–4  | 0–4  | 친선경기 |

## 은퇴 후
1966년에 현역에서 은퇴한 후, 그는 카탈루냐의 칼렐랴에 정착했다. 1984년, 그는 구멍난 타이어를 교체하던 도중 차에 치였다. 그는 1984년 9월 30일에 영면에 들기 전까지 혼수 상태에 빠져 있었다.

## 수상
리베르타드
- 파라과이 리그: 1955

바르셀로나
- 인터시티스 페어스컵: 1955–58, 1958–60
- 라 리가: 1958–59, 1959–60
- 코파 델 헤네랄리시모: 1956–57, 1958–59

아틀레티코 마드리드
- 코파 델 헤네랄리시모: 1964–65

## 같이 보기
- 해외 출신 스페인 축구 국가대표팀 선수 목록